# Żelazków (Kalisz)
Pour les articles homonymes, voir Żelazków.
Żelazków est une localité polonaise, siège de la gmina de Żelazków, située dans le powiat de Kalisz en voïvodie de Grande-Pologne.